# Garance Le Caisne

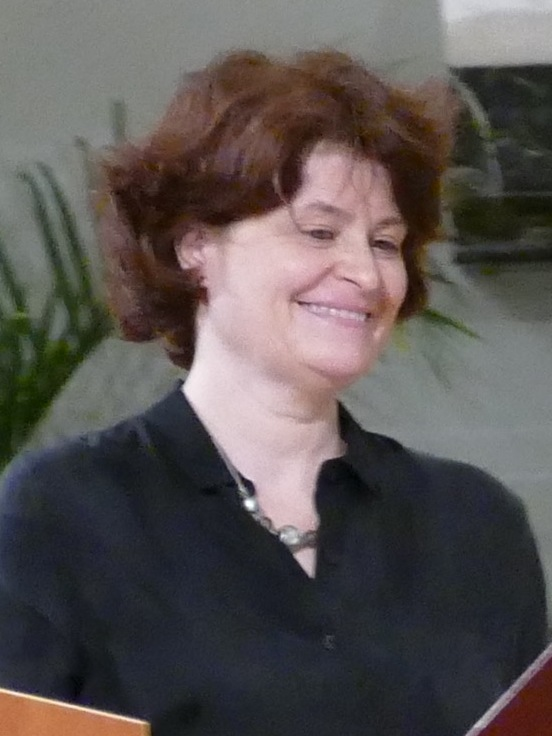
Garance Le Caisne (2016)

Garance Le Caisne ([ɡa'ʀɑ̃s lə'kɛn]; * vor 1975 in Frankreich) ist eine französische Journalistin und Autorin. Durch ihr 2015 erschienenes Sachbuch Opération César: Au coeur de la machine de mort syrienne (Deutsch: Codename Caesar: Im Herzen der syrischen Todesmaschinerie) über die Gräueltaten des Assad-Regimes in Syrien erlangte sie internationale Bekanntheit. In Deutschland wurde sie im Jahr 2016 mit dem Geschwister-Scholl-Preis geehrt.

## Leben
Die im Département Sarthe lebende Garance Le Caisne schreibt als freie Journalistin für die französische Wochenzeitung Le Journal du Dimanche und das Nachrichtenmagazin L’Obs. Seit Beginn der 1990er Jahre berichtet sie über politische Themen aus dem Nahen Osten und die Proteste, Aufstände und Revolutionen in der Arabischen Welt.
In ihrem 2015 in Frankreich veröffentlichten Sachbuch Opération César: Au coeur de la machine de mort syrienne erzählt Le Caisne die Geschichte eines ehemaligen syrischen Militärfotografen, der gezwungen war, im Rahmen seines Dienstes von jedem einzelnen Getöteten und jedem Folteropfer des Assad-Regimes mehrere Fotografien anzufertigen und diese zu archivieren. Von seiner Arbeit entsetzt, kopierte er diese Dokumente heimlich auf USB-Sticks und schmuggelte so unter Lebensgefahr mehr als 50.000 dieser Fotos als Beweise außer Landes. Nach seiner Flucht im Jahr 2013 lebt er unter dem Decknamen „Caesar“ an einem unbekannten Ort in Nordeuropa.
Le Caisne gelang es nach monatelangen Bemühungen als einziger Journalistin, mit dem Whistleblower in Kontakt zu treten und sein Vertrauen zu gewinnen. In Le Caisnes Buch berichtet er von seinem gefährlichen Einsatz und legt detaillierte Informationen über die Gräueltaten im syrischen Bürgerkrieg offen. Zusätzlich interviewte Le Caisne für ihr Buch überlebende ehemalige Insassen syrischer Gefängnisse, die „Caesars“ Aussagen bestätigten.
Das Buch erschien innerhalb kurzer Zeit in niederländischer, deutscher, italienischer, polnischer und spanischer Sprache. Für die 2016 im Verlag C.H.Beck erschienene deutsche Fassung mit dem Titel Codename Caesar: Im Herzen der syrischen Todesmaschinerie wurde Le Caisne im November 2016 mit dem Literaturpreis Geschwister-Scholl-Preis geehrt. Die Preisverleihung fand am 21. November 2016 in der Münchner Ludwig-Maximilians-Universität statt.

## Reaktionen auf das Buch

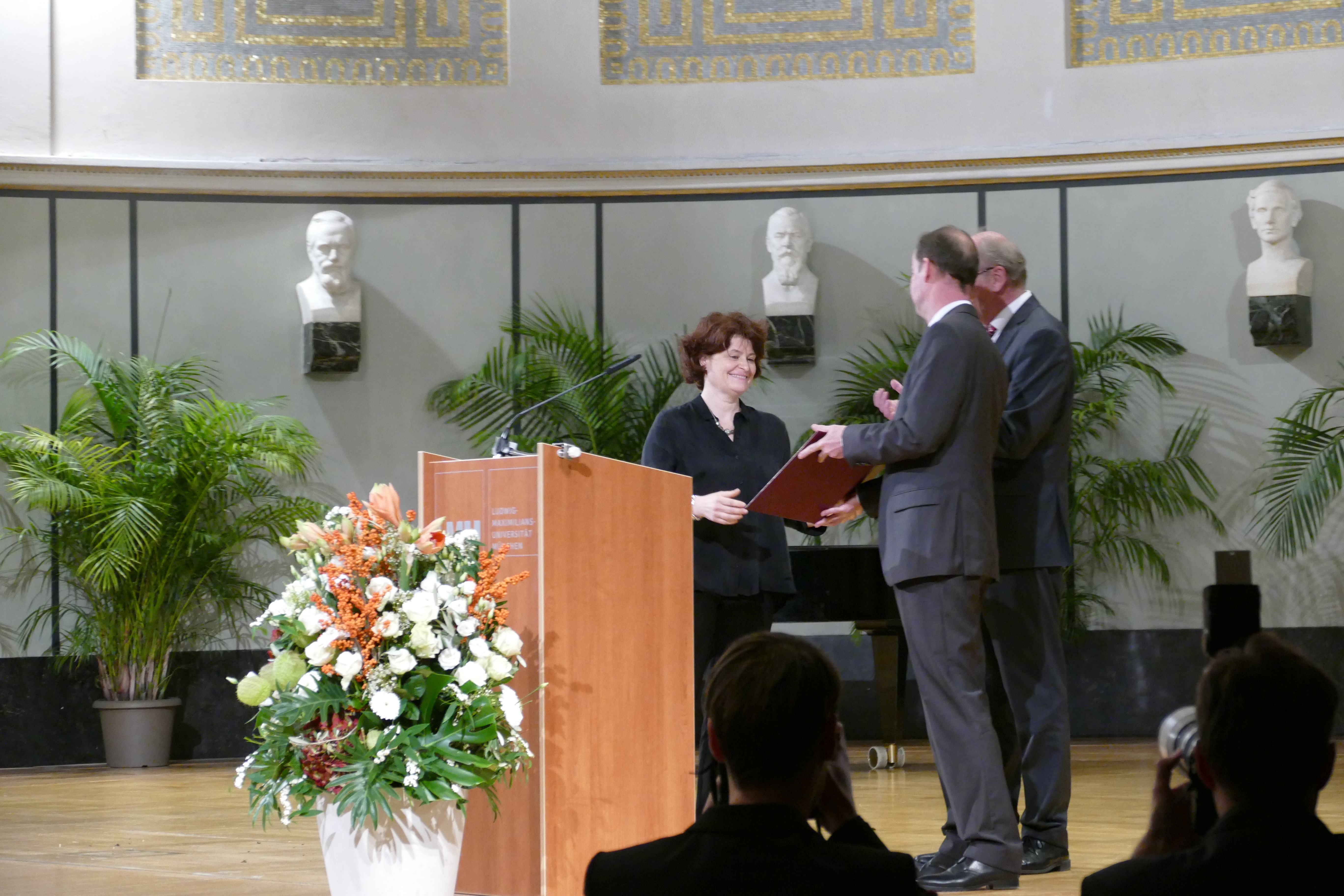
Geschwister-Scholl-Preis 2016 für Garance Le Caisne

Das Buch fand große Resonanz in den nationalen und internationalen Medien und löste unterschiedliche Reaktionen aus. Der syrische Staatspräsident Bashar al-Assad bezweifelte die Echtheit der Aufnahmen, die jedoch von der Kommission zur Untersuchung von Menschenrechtsverletzungen in Syrien der UNO bestätigt wurde. Auch das amerikanische FBI und die Organisation Human Rights Watch bestätigten, dass die Fotos nicht manipuliert seien.
Garance Le Caisne äußerte die Hoffnung, dass der Inhalt des Buches zu völkerrechtlichen Konsequenzen für die Täter führen werde und Bashar al-Assad sich vor dem Internationalen Strafgerichtshof verantworten werde müssen. Sie und „Caesar“ sähen das Buch auch als „eine Botschaft an all die Diplomaten und Politiker, die heute wieder auf Assad zugehen“.

## Auszeichnungen
- 2016: Geschwister-Scholl-Preis

## Veröffentlichungen
- Opération César: Au coeur de la machine de mort syrienne. Paris 2015, ISBN 978-2-286-12205-8. (französisch)
- Codename Caesar: Im Herzen der syrischen Todesmaschinerie. (deutsche Fassung von Opération César), aus dem Französischen von Stefan Lorenzer, C.H.Beck, München 2016, ISBN 978-3-406-69211-6.